# David Dixon Porter
David Dixon Porter (Chester, 8 giugno 1813 – Washington, 13 febbraio 1891) è stato un ammiraglio statunitense.
Fratello adottivo di David Farragut, nel 1862 cannoneggiò le città sudiste di New Orleans e Vicksburg, radendo al suolo le fortificazioni nemiche. Divenuto contrammiraglio, prese nel 1865 Fort Fisher. Direttore dell'Accademia di Annapolis fu promosso ammiraglio per meriti nel 1870.